# Helia Bravo Hollis
Helia Bravo Hollis (* 30. September 1901 in Mexiko-Stadt; † 26. September 2001) war eine mexikanische Botanikerin. Ihr offizielles botanisches Autorenkürzel lautet „Bravo“.

## Leben
Ihre Eltern waren Manuel Bravo und die englischstämmige Carlota Hollis de Bravo. Ihr Vater beteiligte sich an der Mexikanischen Revolution auf Seiten Francisco Maderos und wurde 1913 ermordet. Ihre Schwester war Margarita Bravo Hollis.
Helia Bravo besuchte ab 1919 die studienvorbereitende Escuela Nacional Preparatoria in Mexiko-Stadt. Nach dem Erwerb des Bachillerato begann sie zunächst ein Medizinstudium an der Universidad Nacional de México, wechselte jedoch 1921 in den gerade neu eingerichteten Studiengang Biologie. Sie befasste sich zunächst mit Protozoen und veröffentlichte bereits als Studentin zwischen 1921 und 1927 neun Artikel hierzu in wissenschaftlichen Zeitschriften. Helia Bravo war zunächst Dozentin an der Escuela Nacional Preparatoria, bevor Isaac Ochoterena sie 1929 als Mitarbeiterin am Institut für Biologie der UNAM engagierte. Er war es auch, der ihr Interesse auf die zu diesem Zeitpunkt in Mexiko noch stark vernachlässigte Kakteenforschung lenkte. Seit 1930 war sie für das Herbario Nacional verantwortlich.
Das Studium schloss sie 1931 mit der Arbeit „Contribución al conocimiento de las cactáceas de Tehuacán“ (Beitrag zur Kenntnis der Kakteen Tehuacáns) als Maestra de Sciencias ab. In der Folgezeit unternahm Helia Bravo umfangreiche Feldstudien der Kakteenvegetation in allen Teilen Mexikos. 1937 veröffentlichte sie das Standardwerk „Las Cactáceas de México“ (Die Kakteen Mexikos), das 1978 (Band 1) und 1991 (Bände 2 und 3) in einer überarbeiteten Fassung neu aufgelegt wurde. Ihre letzte Buchveröffentlichung war 1995 „El interesante mundo de las cactáceas“ (Die interessante Welt der Kakteen).
Helia Bravo war 1950 Mitbegründerin der Sociedad Mexicana de Cactología, deren Vorsitz sie in den folgenden 20 Jahren innehatte.
Seit Anfang der 1950er Jahre war sie Inhaberin des Lehrstuhls für Botanik an der UNAM. Als auf ihr Betreiben hin 1959 der Botanische Garten der UNAM gegründet wurde, übernahm sie seine Leitung.
Helia Bravo Hollis befasste sich vor allem mit der Taxonomie der mexikanischen und mittelamerikanischen Kakteen. Sie veröffentlichte 162 Artikel in wissenschaftlichen Zeitschriften, darunter waren auch die Beschreibung der neuen Gattung Backebergia, etwa 60 Artenbeschreibungen und ebenso viele Änderungen in der Taxonomie.
Sie wurde 1989 emeritiert. Helia Bravo Hollis starb 2001, vier Tage vor ihrem hundertsten Geburtstag.

## Ehrungen
Sie erhielt zahlreiche Auszeichnungen, darunter 1980 den Cactus d’Or der Stadt Monaco und 1985 die Ehrendoktorwürde der Universidad Nacional Autónoma de México.
Nach Helia Bravo wurden mehrere Pflanzenarten sowie die Kakteengattungen Heliabravoa Backeb. und Bravocactus Doweld benannt.
Den Namen Helia Bravos tragen der Wüsten-Teil des Botanischen Gartens der UNAM sowie die Botanischen Gärten von Tehuacán und Puerto Ángel.